# Muchachas en vacaciones
Muchachas en vacaciones és una pel·lícula còmica espanyola estrenada el 1958 i dirigida per José María Elorrieta.

## Sinopsi
Tres noies que treballen de dependentes en uns grans magatzems són escollides per participar en un concurs de models a Palma són testimonis abans de marxar d'un atracament i aconsegueixen veure els atracadors.

## Premis
Medalles del Cercle d'Escriptors Cinematogràfics
| Any  | Categoria                | Pel·lícula     | Resultat   |
| ---- | ------------------------ | -------------- | ---------- |
| 1958 | Millor actriu secundària | Concha Velasco | Guanyadora |